# Sara Haden
Sara Haden (* 17. November 1898 in Galveston, Texas; † 15. September 1981 in Woodland Hills, Los Angeles; eigentlich Katherine Haden) war eine US-amerikanische Theater- und Filmschauspielerin.

## Leben

### Kindheit und Jugend

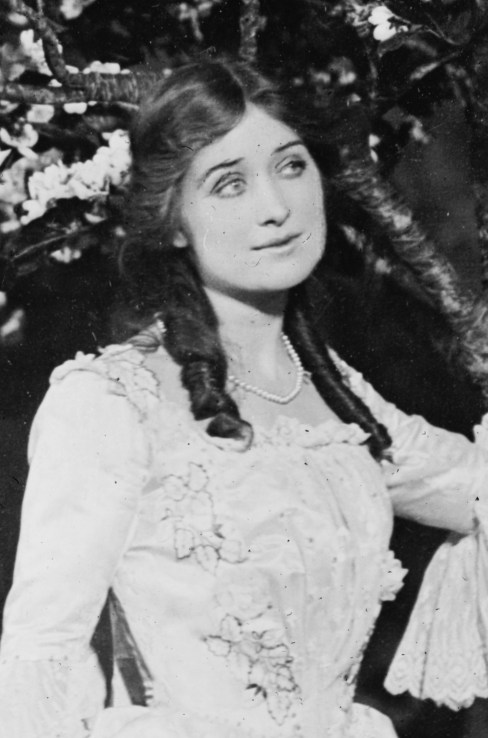
Hadens Mutter Charlotte Walker (1902)

Sara Haden kam als zweite Tochter von John Brannum Haden (1871–1931), einem Arzt, und der Theater- und Filmschauspielerin Charlotte Walker (1876–1958) in Galveston, Texas, zur Welt. Nach der Scheidung der Eltern im Jahr 1908 begleitete Sara Haden zusammen mit ihrer ein Jahr älteren Schwester Beatrice die Mutter auf Theatertourneen, weshalb Haden nach dem Besuch der Dominican Boarding School in Galveston mehrfach die Schule wechselte. So besuchte sie Schulen in Williamstown, Massachusetts, in Charleston, South Carolina, in New Jersey und die Mädchenschule St. Mary’s in Garden City auf Long Island.

### Erste Bühnenauftritte
Als ihre Mutter am Belasco Theatre in Washington, D.C. für eine Aufführung von Zaza gastierte und eine Jungschauspielerin krankheitsbedingt ausfiel, sprang Haden für diese ein. Hadens Auftritt wurde wohlwollend aufgenommen, worauf sie sich noch während ihres Aufenthalts in Washington erfolgreich um eine Nebenrolle in einer Inszenierung von Ibsens Nora oder Ein Puppenheim bemühte. Nach ihrem Abschluss an St. Mary’s reiste Haden nach Europa. 1918 kehrte sie in die Vereinigten Staaten zurück, um mit ihrer Mutter in dem Stück Nancy Lee aufzutreten. Ihre Mutter war zwar der Ansicht, dass sie nicht zäh genug für eine Schauspielkarriere sei, doch ließ sich Haden nicht davon abbringen, sich ganz auf die Schauspielerei zu konzentrieren. Mit Walter Hampdens Shakespearean Repertory Company trat sie 1921 in Macbeth erstmals am Broadway auf. Anschließend sah man sie in London auf der Theaterbühne, wo sie mit Lucille La Verne in Lula Vollmers Sun-Up auftrat. Zurück in New York agierte sie 1925 in Frederick Lonsdales Gaunerkomödie The Last of Mrs. Cheyney.

### Filmkarriere
Ende 1927 bis Anfang 1928 spielte Sara Haden unter der Regie von George Cukor die Etta Dawson in Trigger, einem weiteren Bühnenstück von Lula Vollmer über eine jungenhafte Wunderheilerin. Im Jahr 1933 bereitete Cukor eine Leinwandadaption des Stücks in Hollywood vor. Vollmer war als Autorin auch am Drehbuch beteiligt und schlug vor, dass Haden ihre Bühnenrolle auch im Film übernahm. Haden kam so 1934 zu ihrem ersten Leinwandauftritt in dem von RKO Pictures unter dem Titel Spitfire veröffentlichten Film, in dem Katharine Hepburn die Hauptrolle spielte und bei dem letztlich John Cromwell die Regie innehatte.
Es folgten weitere Auftritte in Filmen von RKO, doch war es ihre Rolle einer prüden Sekretärin in der Musikkomödie Liebesreigen (1934) der Fox Film Corporation, die Haden auf einen bestimmten Rollentyp festlegte. Fortan wurde sie zumeist als alte Jungfer, strenge Lehrerin oder geschäftige Bürokraft besetzt und trat dabei älter und unscheinbarer auf, als sie eigentlich war. Ein Artikel der Herald Tribune aus dem Jahr 1946 beschrieb sie als „Schauspielerin mit sarkastischer Zunge und einem Gesicht, das schlagartig gefrieren“ könne („the actress with the sarcastic tongue and the visage that can be turned into an ice pack at a moment’s notice“). Mit „Ich bin nur ein alter Eisklotz. Niemand liebt mich.“ („I’m just an old frozenface. Nobody loves me.“) soll sie ihr Leinwandimage selbst zusammengefasst haben. Wegen ihrer Rolle einer griesgrämigen Beamtin der Schulbehörde, die Kinderstar Shirley Temple in Shirley Ahoi! (1936) in ein Waisenheim stecken will, wurde Haden laut eigener Aussage von Kindern, die den Film gesehen hatten, gemieden. Selbst ihr eigener Neffe soll ihr deswegen mit „unheilvollem Blick“ („baleful eyes“) begegnet sein.
1937 erhielt Sara Haden einen Vertrag bei MGM, wo sie wie schon zuvor in zahlreichen Nebenrollen zum Einsatz kam. So etwa in dem Kriminalfilm Under Cover of Night (1937), in dem sie eine Physikerin mimte, deren Ehemann ihre Erkenntnisse als seine ausgibt und sie schließlich umbringt, als sie sich anschickt, ihn zu verlassen. Noch im selben Jahr war sie erstmals in der Rolle der unverheirateten Tante Milly in A Family Affair, dem ersten Teil von MGMs Andy-Hardy-Reihe, zu sehen. Mit Ausnahme von zwei Filmen bekleidete sie diese Rolle in allen Teilen der langlebigen Reihe, in der Mickey Rooney die Titelrolle des Andy Hardy spielte. Agierte sie als Tante Milly zumeist nur im Hintergrund, stand sie im sechsten Teil The Hardys Ride High (1939) ausnahmsweise etwas mehr im Zentrum des Geschehens, als man Tante Milly einen Verehrer zugestand und sie sich aufhübschen und mehr Gefühle zeigen durfte. Auch in anderen Filmkomödien sah man Haden im Laufe der Jahre. In Remember? (1939) wurde sie neben Robert Taylor und Greer Garson erneut als Sekretärin besetzt. Unter der Regie von Ernst Lubitsch kam sie als Verkäuferin Flora auch in der romantischen Filmkomödie Rendezvous nach Ladenschluß (1940) zum Einsatz. In einem Revival der Andy-Hardy-Reihe unter dem Titel Andy Hardy Comes Home hatte sie 1958 ihren letzten Leinwandauftritt. Ab Anfang der 1950er Jahre trat sie bisweilen auch im Fernsehen auf. Gastauftritte hatte sie in Serien wie Perry Mason (1959) und Bonanza (1962). 1965 zog sie sich schließlich aus dem Showgeschäft zurück.

### Privatleben
Mit dem Schauspieler Richard Abbott (eigentlich Richard Vandenberg, 1899–1986), der später ins Immobiliengeschäft wechselte, war Haden von 1921 bis zur Scheidung im Jahr 1948 verheiratet. Aus der Ehe gingen keine Kinder hervor. Sara Haden starb 1981 an einer nicht näher genannten Krankheit im Motion Picture & Television Country House and Hospital in Woodland Hills. Sie wurde auf dem Old City Cemetery in ihrer Heimatstadt Galveston beigesetzt, wo sich auch das Grab ihrer Mutter befindet.

## Filmografie (Auswahl)
- 1934: Spitfire
- 1934: Weiße Parade (The White Parade)
- 1934: Anne of Green Gables
- 1934: Liebesreigen (Music in the Air)
- 1935: In blinder Wut (Black Fury)
- 1935: Mad Love
- 1935: Magnificent Obsession
- 1936: Shirley Ahoi! (Captain January)
- 1936: Armes reiches Mädel (Poor Little Rich Girl)
- 1936: Reunion
- 1937: Under Cover of Night
- 1937: The Last of Mrs. Cheyney
- 1937: A Family Affair
- 1937: First Lady
- 1938: Out West with the Hardys
- 1939: The Hardys Ride High
- 1939: Andy Hardy Gets Spring Fever
- 1939: Dr. Kildare: Das Geheimnis (The Secret of Dr. Kildare)
- 1939: Remember?
- 1940: Rendezvous nach Ladenschluß (The Shop Around the Corner)
- 1940: Der Draufgänger (Boom Town)
- 1941: Andy Hardy’s Private Secretary
- 1941: Life Begins for Andy Hardy
- 1941: H.M. Pulham, Esq.
- 1942: Die Frau, von der man spricht (Woman of the Year)
- 1942: The Courtship of Andy Hardy
- 1943: Gefährliche Flitterwochen (Above Suspicion)
- 1943: Der kleine Engel (Lost Angel)
- 1945: Frühling des Lebens (Our Vines Have Tender Grapes)
- 1946: Eine Falle für den Banditen (Bad Bascomb)
- 1946: Die Werwölfin von London (She-Wolf of London)
- 1946: Love Laughs at Andy Hardy
- 1947: Jede Frau braucht einen Engel (The Bishop’s Wife)
- 1948: Rachel und der Fremde (Rachel and the Stranger)
- 1949: Raubkatze (The Big Cat)
- 1949: Der Kampf um den Sonora-Pass (Roughshod)
- 1950: Der Weihnachtswunsch (The Great Rupert)
- 1950: Mein Leben gehört mir (A Life of Her Own)
- 1953: A Lion Is in the Streets
- 1955: Verratene Frauen (Betrayed Women)
- 1958: Andy Hardy Comes Home
- 1959: Perry Mason (TV-Serie, eine Folge)
- 1962: Bonanza (TV-Serie, eine Folge)
- 1965: Mein Onkel vom Mars (My Favorite Martian) (TV-Serie, eine Folge)